# Episodi de La mamma è sempre la mamma (quinta stagione)
La quinta stagione della serie televisiva La mamma è sempre la mamma è stata trasmessa in anteprima negli Stati Uniti d'America in syndication tra il 5 novembre 1988 e il 27 maggio 1989.
| nº | Titolo originale                  | Titolo italiano | Prima TV USA     | Prima TV Italia |
| -- | --------------------------------- | --------------- | ---------------- | --------------- |
| 1  | Ladies Choice                     |                 | 5 novembre 1988  |                 |
| 2  | Baby Talk                         |                 | 12 novembre 1988 |                 |
| 3  | Naomi's New Position              |                 | 19 novembre 1988 |                 |
| 4  | The Really Loud Family            |                 | 26 novembre 1988 |                 |
| 5  | Many Unhappy Returns              |                 | 3 dicembre 1988  |                 |
| 6  | Found Money                       |                 | 10 dicembre 1988 |                 |
| 7  | My Mama, Myself                   |                 | 17 dicembre 1988 |                 |
| 8  | Full House                        |                 | 7 gennaio 1989   |                 |
| 9  | Bedtime for Bubba                 |                 | 14 gennaio 1989  |                 |
| 10 | What a Dump                       |                 | 21 gennaio 1989  |                 |
| 11 | Mama Bell                         |                 | 28 gennaio 1989  |                 |
| 12 | Very Dirty Dancing                |                 | 4 febbraio 1989  |                 |
| 13 | Mama's Layaway Plan               |                 | 11 febbraio 1989 |                 |
| 14 | My Phony Valentine                |                 | 18 febbraio 1989 |                 |
| 15 | The Big Wheel                     |                 | 25 febbraio 1989 |                 |
| 16 | More Power to You                 |                 | 4 marzo 1989     |                 |
| 17 | Mama in One                       |                 | 11 marzo 1989    |                 |
| 18 | There's No Place Like... No Place |                 | 25 marzo 1989    |                 |
| 19 | April Fools                       |                 | 1º aprile 1989   |                 |
| 20 | Reading the Riot Act              |                 | 15 aprile 1989   |                 |
| 21 | A Taxing Situation                |                 | 22 aprile 1989   |                 |
| 22 | The Mother of Invention           |                 | 6 maggio 1989    |                 |
| 23 | Hate Thy Neighbor                 |                 | 13 maggio 1989   |                 |
| 24 | Dependence Day                    |                 | 20 maggio 1989   |                 |
| 25 | And Mama Makes Three              |                 | 27 maggio 1989   |                 |